# Luitfriedia minuta
Luitfriedia minuta is een Solenogastressoort uit de familie van de Pruvotinidae. De wetenschappelijke naam van de soort is voor het eerst geldig gepubliceerd in 2001 door Garcia-Alvarez & Urgorri.